# Buenavista (Guimaras)
Buenavista is een gemeente in de Filipijnse provincie Guimaras. Bij de laatste census in 2007 had de gemeente bijna 44 duizend inwoners.

## Geografie

### Bestuurlijke indeling
Buenavista is onderverdeeld in de volgende 36 barangays:
| - Agsanayan - Avila - Banban - Bacjao - Cansilayan - Dagsa-an - Daragan - East Valencia - Getulio - Mabini - Magsaysay - Mclain | - Montpiller - Navalas - Nazaret - New Poblacion - Old Poblacion - Piña - Rizal - Salvacion - San Fernando - San Isidro - San Miguel - San Nicolas | - San Pedro - San Roque - Santo Rosario - Sawang - Supang - Tacay - Taminla - Tanag - Tastasan - Tinadtaran - Umilig - Zaldivar |

## Demografie
Buenavista had bij de census van 2007 een inwoneraantal van 43.817 mensen. Dit zijn 2.100 mensen (5,0%) meer dan bij de vorige census van 2000. De gemiddelde jaarlijkse groei komt daarmee uit op 0,68%, hetgeen lager is dan het landelijk jaarlijks gemiddelde over deze periode (2,04%).

## Geboren in Buenavista
- Teofisto Guingona sr. (Navalas, 20 september 1883), bestuurder en politicus (overleden 1963).